# Bernard 74
Bernard 74 – francuski samolot myśliwski z okresu międzywojennego.

## Historia
W 1931 roku w wytwórni Société des Avions Bernard opierając się na konstrukcji samolotów sportowych Bernard 71 i Bernard 72 opracowano samolot myśliwski, który otrzymał oznaczenie Bernard 74. Był to dolnopłat o konstrukcji drewnianej, uzbrojony w 2 karabiny maszynowe, wyposażony w silnik o mocy 280 KM.
Pierwszy prototyp zbudowano już w lutym 1931 roku i oblatany, drugi prototyp został oblatany w dniu 21 października 1931 roku.
Z uwagi na zbyt słaby silnik pierwszy prototyp wyposażono w silniejszy silnik Gnome-Rhône 7Kd o mocy 360 KM (265 kW), co poprawiło jego osiągi – prędkość maksymalna wyniosła 355 km/h a pułap – 9380 metrów. Ten przebudowany samolot został oblatany w 1932 roku i otrzymał on oznaczenie Bernard 75.
Żaden z tych prototypów nie wzbudził zainteresowania francuskiego lotnictwa, które w tym czasie preferowało samoloty dwupłatowe. W związku z tym po zbudowaniu dwóch prototypów wersji Bernard 74 i przebudowaniu jednego z nich na wersję Bernard 75 zakończono badania nad nimi. Stały się one jednak podstawą do konstrukcji kolejnego samolotu Bernard 260.

## Użycie w lotnictwie
Samoloty Bernard 74 i Bernard 75 były poddane tylko testom fabrycznym.

## Opis techniczny
Samolot myśliwski Bernard 74 był dolnopłatem o konstrukcji drewnianej. Kadłub mieścił odkrytą kabinę pilota. Napęd stanowił silnik gwiazdowy, 7-cylindrowy, chłodzony powietrzem. Podwozie klasyczne, stałe.
Uzbrojenie stanowiły 2 karabiny maszynowe Vickers kal. 7,7 mm, synchronizowane.